# Valeer Tahon
Valeer Walter Jérôme Joseph Tahon (De Pinte, 29 augustus 1907 - Kortrijk, 7 juli 1963) was een Belgisch volksvertegenwoordiger.

## Levensloop
Tahon promoveerde tot doctor in de rechten en vestigde zich als advocaat in Kortrijk.
Hij werd verkozen tot gemeenteraadslid van Kortrijk in 1938. Op 29 juli 1940 nam hij ontslag naar aanleiding van schermutselingen bij het gerechtsgebouw waarbij Duitsgezinden, onder leiding van een Michiel Verkindere, zich tegen Tahon keerden. In de gemeenteraadszitting van 16 augustus '45 werd zijn ontslag ongeldig verklaard en zetelde hij opnieuw.
Tijdens de Tweede Wereldoorlog trad hij toe tot het Onafhankelijkheidsfront.
Hij was liberaal volksvertegenwoordiger voor het arrondissement Kortrijk van 1939 tot 1946 en van 1954 tot 1958.